# Paul Hogan
Paul Hogan (Lightning Ridge, 8 de outubro de 1939) é um ator, comediante, roteirista e produtor australiano. Tornou-se conhecido mundialmente ao interpretar Michael “Crocodile” Dundee na trilogia Crocodile Dundee (1986–2001). Pelo primeiro filme recebeu o Globo de Ouro de Melhor Ator em Comédia ou Musical e foi indicado ao Oscar de Melhor Roteiro Original.

## Vida e carreira
Hogan nasceu em Lightning Ridge, interior de Nova Gales do Sul. Ganhou projeção nacional em 1971 depois de uma entrevista irreverente ao programa jornalístico A Current Affair. O sucesso rendeu-lhe o humorístico próprio The Paul Hogan Show, exibido entre 1973 e 1984, no qual atuou, escreveu e produziu 60 episódios.
Especialista no que se convencionou chamar de “ocker humour” (o estereótipo do australiano bruto e bem-humorado), Hogan foi eleito Australian of the Year em 1985 e admitido como Membro da Ordem da Austrália.
Na década de 1980 estrelou campanhas para o turismo australiano direcionadas aos Estados Unidos; o bordão “I'll slip an extra shrimp on the barbie for you” tornou-se parte da cultura pop daquele país.
Em 2013 o ator acusou seu ex-contador, Philip Egglishaw, de desviar 26 milhões de euros mantidos em um banco suíço.

## Cinema
O primeiro longa-metragem de Hogan, Crocodile Dundee (1986), foi produzido com investimento pessoal do ator, do empresário Kerry Packer e de atletas do críquete. O sucesso mundial gerou duas continuações: Crocodile Dundee II (1988) e Crocodile Dundee in Los Angeles (2001).
Em entrevista a Ray Martin, Hogan revelou ter recusado papéis em Ghost (1990) e em Três Solteirões e um Bebê (1987). Entre seus demais trabalhos destaca-se a comédia australiana Strange Bedfellows (2004), sobre dois amigos que fingem ser um casal para obter benefícios fiscais.

## Filmografia selecionada
- Crocodile Dundee (1986)
- Crocodile Dundee II (1988)
- Almost an Angel (1990)
- Lightning Jack (1994)
- Flipper (1996)
- Crocodile Dundee in Los Angeles (2001)
- Strange Bedfellows (2004)